# Lubomír Štrougal
Lubomír Štrougal (ur. 19 października 1924 w Veselí nad Lužnicí, zm. 6 lutego 2023) – czechosłowacki polityk i działacz komunistyczny.
Ukończył studia prawnicze na Uniwersytecie Karola. W latach 1959–1961 był ministrem rolnictwa, a od 1970 do 1988 premierem Czechosłowacji. Zrezygnował z tej funkcji z powodu konfliktu z sekretarzem generalnym Komunistycznej Partii Czechosłowacji, Milošem Jakešem.